# Frogger's Journey: The Forgotten Relic
Frogger's Journey: The Forgotten Relic, conocido en Japón como Frogger: Kodaibunmei no Nazo (フロッガー 古代文明のなぞ?), es un videojuego de acción-aventura. Es parte de la saga Frogger y fue lanzado para Game Boy Advance en octubre de 2003.
- Datos: Q16569633